# 김현 (1948년)
김현(본명: 김현기, 1948년 8월 5일 ~ 현재)은 대한민국의 영화 편집가이다.

## 참여작

### 편집
- 1972년 《효녀심청》
- 1972년 《철인》
- 1972년 《흑객》
- 1972년 《궁녀》
- 1973년 《몸 전체로 사랑을》
- 1973년 《삼일천하》
- 1974년 《동거인》
- 1975년 《여자형사 머리》
- 1975년 《춘희'75》
- 1975년 《미인》
- 1975년 《운수대통》
- 1975년 《욕망》
- 1977년 《태권동자 마루이 아라치》
- 1979년 《태극소년 흰 독수리》
- 1979년 《삼총사 타임머신 001》
- 1980년 《소년 007 은하특공대》
- 1981년 《뻐꾸기도 밤에 우는가》
- 1981년 《금강혈인》
- 1982년 《흑녀》
- 1982년 《겨울 사냥》
- 1983년 《들개》
- 1983년 《아내》
- 1983년 《땜장이 아내》
- 1983년 《소림대사》
- 1983년 《과부 3대》
- 1984년 《차이나타운》
- 1984년 《술잔과 입술》
- 1984년 《사슴 사냥》
- 1984년 《고래사냥》
- 1985년 《아가씨와 사관》
- 1985년 《졸업여행》
- 1985년 《신술마술》
- 1985년 《요색유희》
- 1985년 《고래사냥 2》
- 1985년 《어미》
- 1986년 《무진 흐린뒤 안개》
- 1986년 《황진이》
- 1986년 《내일은 뭐할거니》
- 1986년 《안개 기둥》
- 1986년 《가을장미》
- 1987년 《바람부는 날에도 꽃은 피고》
- 1987년 《기쁜 우리 젊은 날》
- 1987년 《동녀》
- 1987년 《거리의 악사》
- 1987년 《돌쇠바람》
- 1987년 《안녕하세요 하느님》
- 1988년 《로보트 스타 짱가》
- 1988년 《아스팔트 위의 동키호테》
- 1988년 《여자가 숨는 숲》
- 1988년 《성공시대》
- 1988년 《사방지》
- 1988년 《산배암》
- 1988년 《칠수와 만수》
- 1989년 《달콤한 신부들》
- 1989년 《개그맨》
- 1989년 《그 후로도 오랫동안》
- 1989년 《오늘 여자》
- 1989년 《89 인간시장 오! 하나님..》
- 1989년 《행복은 성적순이 아니잖아요》
- 1989년 《비오는 날 수채화》
- 1989년 《미스 코뿔소 미스터 코란도》
- 1990년 《수탉》
- 1990년 《나는 날마다 일어선다》
- 1990년 《우묵배미의 사랑》
- 1990년 《오세암》
- 1990년 《마유미》
- 1990년 《그래 가끔 하늘을 보자》
- 1990년 《그들도 우리처럼》
- 1990년 《꿈》
- 1990년 《물 위를 걷는 여자》
- 1990년 《남부군》
- 1990년 《단지 그대가 여자라는 이유만으로》
- 1990년 《나의 사랑 나의 신부》
- 1991년 《독재소공화국》
- 1991년 《젊은 날의 초상》
- 1991년 《산산이 부서진 이름이여》
- 1991년 《베를린 리포트》
- 1991년 《열일곱살의 쿠테타》
- 1991년 《누가 용의 발톱을 보았는가》
- 1991년 《열 아홉의 절망 끝에 부르는 하나의 사랑 노래》
- 1991년 《테레사의 연인》
- 1991년 《천국의 계단》
- 1991년 《서울, 에비타》
- 1991년 《맨발에서 벤츠까지》
- 1991년 《경마장 가는 길》
- 1992년 《스물일곱송이 장미》
- 1992년 《스무살까지만 살고 싶어요》
- 1992년 《바람부는 날이면 압구정동에 가야한다》
- 1992년 《그대안의 블루》
- 1992년 《성애의 침묵》
- 1992년 《데카당스 37도 2분》
- 1992년 《눈꽃》
- 1992년 《이혼하지 않은 여자》
- 1992년 《넝쿨속의 히야신스》
- 1992년 《걸어서 하늘까지》
- 1992년 《미스터 맘마》
- 1993년 《비오는 날 수채화 2》
- 1993년 《참견은 노~ 사랑은 오예~》
- 1993년 《웨스턴 애비뉴》
- 1993년 《비명도시》
- 1993년 《화엄경》
- 1993년 《첫사랑》
- 1993년 《투캅스》
- 1993년 《그 섬에 가고 싶다》
- 1994년 《장미의 나날》
- 1994년 《나는 소망한다 내게 금지된 것을》
- 1994년 《우연한 여행》
- 1994년 《두 여자 이야기》
- 1994년 《우리 시대의 사랑》
- 1994년 《젊은 남자》
- 1994년 《혼자뜨는 달》
- 1994년 《세상 밖으로》
- 1994년 《게임의 법칙》
- 1994년 《결혼 이야기 2》
- 1994년 《너에게 나를 보낸다》
- 1994년 《49일의 남자》
- 1994년 《마누라 죽이기》
- 1995년 《남자는 괴로워》
- 1995년 《런어웨이》
- 1995년 《맨》
- 1995년 《닥터 봉》
- 1995년 《엄마에게 애인이 생겼어요!》
- 1995년 《무소의 뿔처럼 혼자서 가라》
- 1995년 《누가 나를 미치게 하는가》
- 1995년 《금홍아 금홍아》
- 1995년 《돈을 갖고 튀어라》
- 1996년 《고스트 맘마》
- 1996년 《러브 스토리》
- 1996년 《투캅스 2》
- 1996년 《지독한 사랑》
- 1996년 《그들만의 세상》
- 1997년 《비트》
- 1997년 《그는 나에게 지타를 아느냐고 물었다》
- 1997년 《아버지》
- 1997년 《일팔일팔》
- 1997년 《스카이 닥터》
- 1997년 《깊은 슬픔》
- 1997년 《산부인과》
- 1997년 《박대박》
- 1997년 《초록물고기》
- 1998년 《짱》
- 1998년 《투캅스 3》
- 1998년 《생과부 위자료 청구 소송》
- 1999년 《이재수의 난》
- 1999년 《태양은 없다》
- 1999년 《해피엔드》
- 2000년 《행복한 장의사》
- 2000년 《구멍》
- 2000년 《나도 아내가 있었으면 좋겠다》
- 2000년 《킬리만자로》
- 2000년 《청춘》
- 2000년 《불후의 명작》
- 2001년 《클럽 버터플라이》
- 2001년 《봄날은 간다》
- 2001년 《흑수선》
- 2002년 《오아시스》
- 2002년 《연애소설》
- 2002년 《성냥팔이 소녀의 재림》
- 2002년 《피아노 치는 대통령》
- 2003년 《와일드 카드》
- 2004년 《안녕! 유에프오》
- 2004년 《꽃피는 봄이 오면》
- 2004년 《아홉살 인생》
- 2004년 《효자동 이발사》
- 2004년 《귀여워》
- 2005년 《오로라 공주》
- 2005년 《엄마》
- 2005년 《나의 결혼 원정기》
- 2006년 《사랑할 때 이야기하는 것들》
- 2007년 《밀양》
- 2008년 《신기전》
- 2010년 《시》
- 2011년 《고양이: 죽음을 보는 두개의 눈》

### 음악
- 1988년 《사방지》
- 1989년 《오늘 여자》

## 수상
- 1985년 제24회 대종상 영화제 편집상
- 1990년 제1회 이천춘사대상 영화제 편집상
- 1991년 제29회 대종상 영화제 편집상
- 1992년 제30회 대종상 영화제 편집상